# Alfara de Carles
Alfara de Carles è un comune spagnolo di 346 abitanti situato nella comunità autonoma della Catalogna.